# 佩柳希夫卡
50°43′13″N 32°17′22″E / 50.72028°N 32.28944°E
佩柳希夫卡（烏克蘭語：Пелюхівка），是烏克蘭北部的村莊，隸屬切爾尼希夫州的普里盧基區。該村始建於1700年，面積0.37平方公里，海拔高度130米，2001年人口119，人口密度每平方公里318.2人。